# Frankliniella welaka
Frankliniella welaka är en insektsart som beskrevs av Ian A. Hood 1955. Frankliniella welaka ingår i släktet Frankliniella och familjen smaltripsar. Inga underarter finns listade i Catalogue of Life.